# Marmosops juninensis
Marmosops juninensis e вид опосум от семейство Didelphidae.

## Разпространение
Това е вид обитаващ речна долина в Перу в региона Хунин на надморска височина от 1460 до 2200 m.